# Hans Croon (musicus)
Hans Croon (Ede, 30 april 1958) is een Nederlandse zanger, gitarist, saxofonist, songwriter en componist.
Hans Croon speelde in diverse Nederlandse bands zoals Special Thanx, The Dutch en Siobhan, en speelt in een aantal coverbands zoals Certified Fools, Cold Cases en Play FWD. Tussen 1977 en 1979 was hij samen met zijn broer Bert Croon lid van de band Special Thanx waarna hij, wederom met zijn broer Bert, tussen 1979 en 1987 speelde in de Nederlandse newwaveband The Dutch, die in 1987 ophield te bestaan. Sinds 2014 is The Dutch weer actief.
Croon was de tekstschrijver voor alle nummers, en mede-componist van de albums Working in Los Alamos, This is welfare en Under the Surface van The Dutch. Daarnaast schreef hij de tekst en muziek voor het nummer Composition Avec Des Cordes voor de elpee La Grande Parade. Begin 2015 begon Hans Croon aan het schrijven van nieuw materiaal voor het vierde album van The Dutch.
In 1986 werkte hij samen met Siobhan-collega Petra Lugtenburg aan de elpee La Grande Parade, een initiatief van Henk Hofstede van de Nits, waarop 39 artiesten zich lieten inspireren door schilderijen uit de gelijknamige tentoonstelling in het Stedelijk Museum. In 1990 maakte Croon een wereldtournee met de Seven Slowhands, waarin andere Nederlandse musici speelden zoals Klaas ten Holt, Edwin Ligteringen, John van der Veer, Michiel Jansen, Vincent van Warmerdam, Franky Douglas en Corrie van Binsbergen. Tevens vervulde hij gastrollen als gitarist bij Mathilde Santing op de albums Carried Away en So Far So Good.